# City of Mist
City of Mist est un jeu de rôle sur table de fantasy urbaine à l'ambiance néo-noir conçu par Amít Moshe et publié par l'éditeur américain Son of Oak Game Studio. Le jeu se déroule dans une métropole moderne où des gens ordinaires deviennent des réincarnations modernes de mythes, de légendes et de contes de fées, acquérant des pouvoirs et des capacités magiques,.
Le système de jeu est inspiré à la fois par le système de jeu Powered by the Apocalypse et par le système de traits (en anglais tags) du jeu de rôle gratuit Lady Blackbird. Le ton cinématographique du jeu s'inspire du film noir et de romans graphiques policiers ainsi que des séries de super-héros justiciers.

## Historique
Le financement participatif du jeu original a été lancé sur Kickstarter en 2016, ce qui a généré 1 762 contributeurs, récoltant 104 313 $, soit près de 90 000 $ de plus que son objectif initial de 14 000 $. Le jeu a été publié en 2017. Amit Moshe a été inspiré dans sa conception de City of Mist après avoir écrit une réinterprétation moderne de Cú Chulainn. En 2018, le jeu est publié en partenariat avec l'éditeur Modiphius Entertainment.
La version originale contient les règles dans un seul livre de base. Une version ultérieure de 2019 a réorganisé les règles en deux livres de règles, le Guide du joueur et la Boîte à outils du maître de cérémonie, dans le but de rendre la lecture du jeu « moins intimidante pour les nouveaux joueurs » et « plus accessible à tous ».
Un deuxième Kickstarter a également été lancé en 2019 pour une nouvelle boîte de démarrage City of Mist qui a ensuite été publiée en tant que produit autonome en novembre 2020. En 2020, la prise en charge du jeu sur Roll20 est développée.
Le jeu est publié en français par l'éditeur Barbu Inc, filiale de l'éditeur de jeu Philibert en 2023.

## Système de jeu
Dans le processus de création des personnages de City of Mist, les personnages sont décrits en utilisant exclusivement des mots (« traits ») – il n'y a aucune statistique ou valeur numérique d'aucune sorte. Les personnages joueurs sont des personnes appelées « Réceptacles » (Rifts), qui peuvent s'appuyer sur les « pouvoirs de héros et de créatures mythiques pour combattre des ennemis et résoudre des mystères paranormaux »,.
Le système de résolution d'action dans City of Mist est une version fortement modifiée du moteur de jeu Apocalypse World. Les personnages joueurs utilisent des « manœuvres » spécifiques qui peuvent être « augmentées par leurs thèmes et leurs traits, pour essayer d'atteindre leurs objectifs » ; les joueurs lancent 2d6 pour résoudre ces « manœuvres ».
Le jeu utilise deux types de systèmes de développement de personnages, côte à côte. Le mécanisme de développement de personnage le plus substantiel se concentre sur la dualité entre la vie banale et mythique du personnage.

## Œuvres connexes
Moshe et le studio de jeux Son of Oak ont utilisé le système City of Mist comme système de jeu pour Queerz ! Jeu de rôle.

## Réception
City of Mist a été salué par Geek & Sundry, déclarant que « les mécanismes sont simples mais incroyablement robustes. » et le jeu a été présenté dans le Guide d'achat de RPG de décembre 2017 de Geek & Sundry et dans les meilleurs jeux de rôle de 2018. Joshua Nelson, pour Bleeding Cool, a écrit que le jeu « [le] frappe avec les tropes classiques du mystère noir […]. City Of Mist parle d'un monde habité par des personnages légendaires — pensez au roi Arthur ou au Job biblique, ou même au Petit Chaperon rouge — qui ont été affectés par une sorte de force mystérieuse de la nature, appelée la Brume, qui les fait vivre une vie plus banale que celle-ci. C'est un peu comme si Matrix rencontrait Once Upon A Time, peut-être. Quelle que soit son inspiration, City Of Mist traite d'une poignée de ces mythes et légendes qui se disputent à la fois leur rôle dans leurs histoires et la monotonie de la vie quotidienne. Je suis partant pour ça. ».
Giaco Furino, pour TechRaptor, a souligné que « City of Mist reprend une idée incroyable et lui donne la possibilité de jouer dans son environnement et son gameplay. J'aime beaucoup la façon dont le monde réel et le monde magique sont en quelque sorte liés l'un à l'autre, et jouer au jeu signifie prêter attention aux deux. Vous ne pouvez pas simplement vous promener avec Excalibur toute la journée, vous devez également payer votre loyer, découvrir ce qui est arrivé à cet enfant kidnappé et appeler votre mère pour son anniversaire. Si vous aimez ce genre de tension entre le monde moderne et le mystique, alors ce jeu va absolument vous plaire. ».
Richard Jansen-Parkes, pour le magazine imprimé britannique Tabletop Gaming, a écrit que « le style et le drame transparaissent de chaque page de ce magnifique livre. Il faut un peu plus d'efforts pour le déchiffrer que la plupart des jeux axés sur l'histoire, mais quand les choses s'enchaînent, il offre quelque chose de vraiment spécial. ».
Tomás Giménez Rioja, pour Tribality, a souligné que « certaines mécaniques […] pourraient nécessiter quelques améliorations mais sont suffisamment bonnes pour faire du jeu, s'il est joué correctement, un jeu très amusant. ».
Alex Meehan de Dicebreaker a nommé City of Mist l'un des meilleurs jeux de rôle sur table à jouer en 2024.

### Prix et nominations
| Année | Prix            | Catégorie                                | Ouvrage                             | Résultat   | Ref.   |
| ----- | --------------- | ---------------------------------------- | ----------------------------------- | ---------- | ------ |
| 2017  | Prix ENnie      | Meilleur jeu gratuit                     | Kit de démarrage                    | Argent     | [ 22 ] |
| 2018  | Prix ENnie      | Meilleures œuvres d'art d'intérieur      | Livre de base                       | Or         | ,      |
| 2021  | Prix ENnie      | Meilleur accessoire/aide (non numérique) | Pack de personnages de City of Mist | Or         | ,      |
| 2022  | Prix ENnie      | Meilleur accessoire/aide (non numérique) | Carte du tableau des crimes         | Nomination | [ 27 ] |
| 2022  | Prix ENnie      | Meilleure cartographie                   | Carte du tableau des crimes         | Nomination | [ 27 ] |
| 2022  | Prix ENnie      | Meilleur supplément                      | City of Mist : Shadows & Showdowns  | Nomination | [ 27 ] |
| 2024  | Prix Rôliste TV | Jeux de rôle de l'année                  | Livre de base                       | Gagnant    | ,      |
| 2024  | Prix Rôliste TV | Meilleur Système                         | Livre de base                       | Gagnant    | ,      |
| 2024  | Prix Rôliste TV | Graphisme et mise en page                | Livre de base                       | Gagnant    | ,      |
| 2024  | Graal d'Or      | JDR International                        | N/A                                 | Gagnant    | [ 30 ] |
| 2024  | Grog d'Or       | N/A                                      | N/A                                 | Or         | [ 31 ] |

## Livres et suppléments

### Livres de base
- City of Mist : Règles de démarrage rapide – PDF gratuit avec les règles de base, sept personnages pré-générés et deux scénarios de départ : V pour Going Viral et Demons in Cross End ;
- Guide du joueur de City of Mist (2019,  (ISBN 9789659258741)) – introduction du cadre et description des règles, création du personnage et évolution du personnage[32],[33] ;
- Boîte à outils du maître de cérémonie de City of Mist (2019,  (ISBN 9789659258758)) – contient des guides pour exécuter le jeu et écrire des cas, un bestiaire de voleurs et de méchants, et le scénario d'exemple Gambling with Death[34].

### Suppléments
- Coffret de démarrage City of Mist (2020) – coffret comprenant les règles de base pour les joueurs et les maîtres du jeu, le scénario de l'affaire Shark Tank et des accessoires supplémentaires tels que cinq folios de personnages de joueurs pré-générés et des dés[8] ;
- City of Mist Shadows and Showdowns (2020) – une extension du système de règles de base, des mécanismes de l'histoire et du canon du jeu[35] ;
- City of Mist Nights of Payne Town (2020) – un arc narratif étendu divisé en dix scénarios de cas liés[36].

### Accessoires
- Pack de folios de personnages City of Mist (2021) – quatorze folios de personnages de joueurs pré-générés ; comprend les sept personnages du coffret de démarrage original et sept nouveaux personnages ainsi qu'un résumé des règles sur chaque folio[37],[26].

### Épuisé
- Coffret de démarrage – PDF gratuit avec les règles de base[38] ;
- Livre de base de la Cité de la Brume (2017,  (ISBN 9789659258710)) – la version originale du jeu ; les deux livres de base dans un seul volume de 512 pages[39],[40].